# Amtsgericht Sankt Avold
Das Amtsgericht Sankt Avold (auch Amtsgericht St. Avold) war ein deutsches Amtsgericht mit Sitz in Sankt Avold in den Jahren 1879 bis 1918.

## Geschichte
Sankt Avold war Sitz eines französischen Friedensgerichts. Nach der Abtretung Elsass-Lothringens im Frieden von Frankfurt an das Deutsche Reich 1871 wurde die Gerichtsstruktur mit dem Gesetz, betreffend Abänderung der Gerichtsverfassung vom 14. Juli 1871 und der Ausführungsbestimmung hierzu vom gleichen Tag neu geregelt. Dabei wurden die Friedensgerichte beibehalten.
Im Rahmen der Reichsjustizgesetze wurden 1879 die Friedensgerichte im Reichsland Elsass-Lothringen aufgehoben und Amtsgerichte gebildet. Das Amtsgericht Sankt Avold war dem Landgericht Saargemünd nachgeordnet.
Am Gericht bestand 1880 eine Richterstelle. Das Amtsgericht war ein kleines Amtsgericht im Landgerichtsbezirk.
Der Gerichtsbezirk umfasste 1895 den Kanton Sankt Avold mit 180 Quadratkilometern und 14.411 Einwohnern und 21 Gemeinden.
Mit der Verordnung über den Sitz und die Bezirke der Amtsgerichte vom 3. April 1909 ging die Gemeinde Freimengen aus dem Sprengel des Amtsgerichts St. Avold in den Sprengel des Amtsgerichts Forbach über.
Nach der Abtretung Elsass-Lothringens an Frankreich nach dem Ersten Weltkrieg wurde das Amtsgericht Sankt Avold als „Tribunal cantonal Saint-Avold“ weitergeführt. Im Zweiten Weltkrieg wurde 1940 von der deutschen Besatzungsmacht die vorgefundene Gerichtsstruktur unter Verwendung deutscher Ortsnamen und Behördenbezeichnungen, hier also wieder als Amtsgericht Sankt Avold, fortgeführt.